# District de Morlaix
Le district de Morlaix est une ancienne division territoriale française du département du Finistère de 1790 à 1795.
Il était composé des cantons de Morlaix, Guerlesquin, Lanmeur, Pleiberchrist, Plouezoc'h, Plougouven, Plouvorn, Saint Egonnec, Saint Paul et Taulé.